# Antras (Ariège)
Pour les articles homonymes, voir Antras.
Antras est une commune française située dans le département de l'Ariège, en région Occitanie.
Localisée dans le nord-ouest du département, la commune  fait partie, sur le plan historique et culturel, du Couserans, pays aux racines gasconnes structuré par le cours du Salat (affluent de la Garonne). Exposée à un climat de montagne, elle est drainée par l'Isard, le ruisseau de Nédé, l'Araing, le ruisseau d'Antras, le ruisseau de Caudéron, le ruisseau de Cuchein, le ruisseau de Gaudère, le ruisseau de Labor, le ruisseau de Lauégère, le ruisseau d'Espan, le ruisseau d'Irazein et par divers petits cours d'eau. Incluse dans le parc naturel régional des Pyrénées ariégeoises, la commune possède un patrimoine naturel remarquable : un site Natura 2000 (le site « vallée de l'Isard, mail de Bulard, pics de Maubermé, de Serre-Haute et du Crabère »), deux espaces protégés (la « Sapinière de l'Isard » et le « Sarrat de Dessus - Antras ») et cinq zones naturelles d'intérêt écologique, faunistique et floristique.
Antras est une commune rurale qui compte 74 habitants en 2022, après avoir connu un pic de population de 418 habitants en 1836. Elle fait partie de l'aire d'attraction de Saint-Girons. Ses habitants sont appelés les Antrasois ou Antrasoises.
Le patrimoine architectural de la commune comprend un immeuble protégé au titre des monuments historiques : la croix d'Antras, inscrite en 1950.

## Géographie

### Localisation
- 1Carte dynamique
- 2Carte OpenStreetMap
- 3Carte topographique
- 4Carte avec les communes environnantes

La commune d'Antras se trouve dans le département de l'Ariège, en région Occitanie, limitrophe de la Haute-Garonne.
Sur le plan historique et culturel, Antras fait partie du Couserans, pays aux racines gasconnes structuré par le cours du Salat (affluent de la Garonne), que rien ne prédisposait à rejoindre les anciennes dépendances du comté de Foix.
Elle se situe à 55 km à vol d'oiseau de Foix, préfecture du département, et à 20 km de Saint-Girons, sous-préfecture.
Les communes les plus proches sont : 
Sentein (1,2 km), Bonac-Irazein (2,6 km), Balacet (3,1 km), Uchentein (4,8 km), Orgibet (5,8 km), Augirein (6,0 km), Salsein (6,1 km), Saint-Jean-du-Castillonnais (6,1 km).

### Communes limitrophes
| Antras est limitrophe de sept autres communes dont une dans le département de la Haute-Garonne. Les communes limitrophes sont Augirein, Bonac-Irazein, Illartein, Saint-Lary, Sentein, Melles et Aucazein. Les limites communales de Antras et celles de ses communes adjacentes. | \| Saint-Lary \| Augirein \| Illartein, Aucazein (par un quadripoint) \| \| Melles (Haute-Garonne) \| Antras \| Bonac-Irazein \| \| \| Sentein \| \| |                                          |
| Saint-Lary | Augirein | Illartein, Aucazein (par un quadripoint) |
| Melles (Haute-Garonne) | Antras | Bonac-Irazein                            |
| | Sentein |                                          |

### Superficie et relief
La superficie cadastrale de la commune publiée par l’Insee, qui sert de références dans toutes les statistiques, est de 20,02 km2,. La superficie géographique, issue de la BD Topo, composante du Référentiel à grande échelle produit par l'IGN, est quant à elle de 20,2 km2. Son relief est particulièrement étagé puisque la dénivelée maximale atteint 1491 mètres. L'altitude du territoire varie entre 777 m et 2 268 m.

### Géologie
La commune est située dans les Pyrénées, une chaîne montagneuse jeune, érigée durant l'ère tertiaire (il y a 40 millions d'années environ), en même temps que les Alpes. La commune est traversée par la Faille nord-pyrénéenne, qui sépare la Zone axiale pyrénéenne (ZA) ou haute chaîne primaire de la Zone nord-pyrénéenne (ZNP), au nord. Les terrains affleurants sur le territoire communal sont constitués de roches sédimentaires datant pour certaines du Mésozoïque, anciennement appelé Ère secondaire, qui s'étend de −252,2 à −66,0 Ma, et pour d'autres du Paléozoïque, une ère géologique qui s'étend de −541 à −252,2 Ma (millions d'années). La structure détaillée des couches affleurantes est décrite dans les feuilles « n°1073 - Aspect » et « n°1085 - Pic-de-Maubermé » de la carte géologique harmonisée au 1/50 000ème du département de l'Ariège, et leurs notices associées,.

### Hydrographie

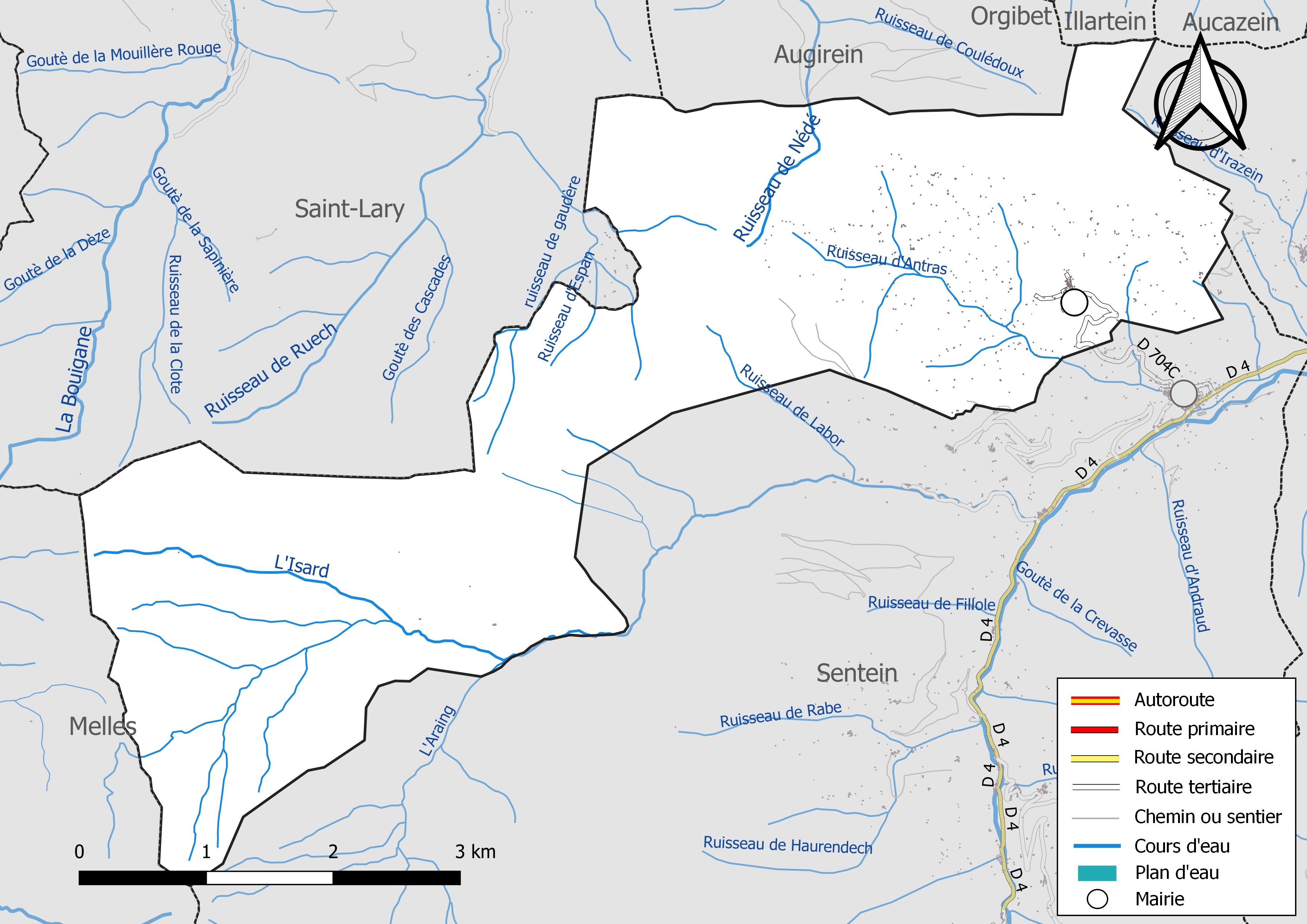
Réseaux hydrographique et routier d'Antras.

La commune est drainée par l'Isard, le ruisseau de Nédé, l'Araing, le ruisseau d'Antras, le ruisseau de Caudéron, le ruisseau de Cuchein, le ruisseau de Gaudère, le ruisseau de Labor, le ruisseau de Lauégère, le ruisseau d'Espan, le ruisseau d'Irazein et par divers petits cours d'eau, constituant un réseau hydrographique de 27 km de longueur totale,.

### Climat
Pour des articles plus généraux, voir Climat de l'Occitanie et Climat de l'Ariège.
En 2010, le climat de la commune est de type climat des marges montargnardes, selon une étude s'appuyant sur une série de données couvrant la période 1971-2000. En 2020, Météo-France publie une typologie des climats de la France métropolitaine dans laquelle la commune est exposée à un climat de montagne et est dans la région climatique Pyrénées centrales, caractérisée par une pluviométrie annuelle de 1 000 à 1 200 mm.
Pour la période 1971-2000, la température annuelle moyenne est de 10,2 °C, avec une amplitude thermique annuelle de 15,2 °C. Le cumul annuel moyen de précipitations est de 1 141 mm, avec 9,6 jours de précipitations en janvier et 8,4 jours en juillet. Pour la période 1991-2020, la température moyenne annuelle observée sur la station météorologique la plus proche, située sur la commune d'Augirein à 6 km à vol d'oiseau, est de 11,7 °C et le cumul annuel moyen de précipitations est de 1 257,9 mm,. Pour l'avenir, les paramètres climatiques de la commune estimés pour 2050 selon différents scénarios d'émission de gaz à effet de serre sont consultables sur un site dédié publié par Météo-France en novembre 2022.

### Milieux naturels et biodiversité

#### Espaces protégés
La protection réglementaire est le mode d’intervention le plus fort pour préserver des espaces naturels remarquables et leur biodiversité associée,.
La commune fait partie du parc naturel régional des Pyrénées ariégeoises, créé en 2009 et d'une superficie de 245 973 ha, qui s'étend sur 138 communes du département. Ce territoire unit les plus hauts sommets aux frontières de l’Andorre et de l’Espagne (la Pique d’Estats, le Mont Valier, etc) et les plus hautes vallées des avants-monts, jusqu’aux plissements du Plantaurel.
Deux autres espaces protégés sont présents sur la commune : 
- le « Sapinière de l'Isard », une réserve biologique dirigée, d'une superficie de 136,1 ha[24] ;
- le « Sarrat de Dessus - Antras », un terrain acquis (ou assimilé) par un conservatoire d'espaces naturels, d'une superficie de 0,7 ha[25].

#### Réseau Natura 2000

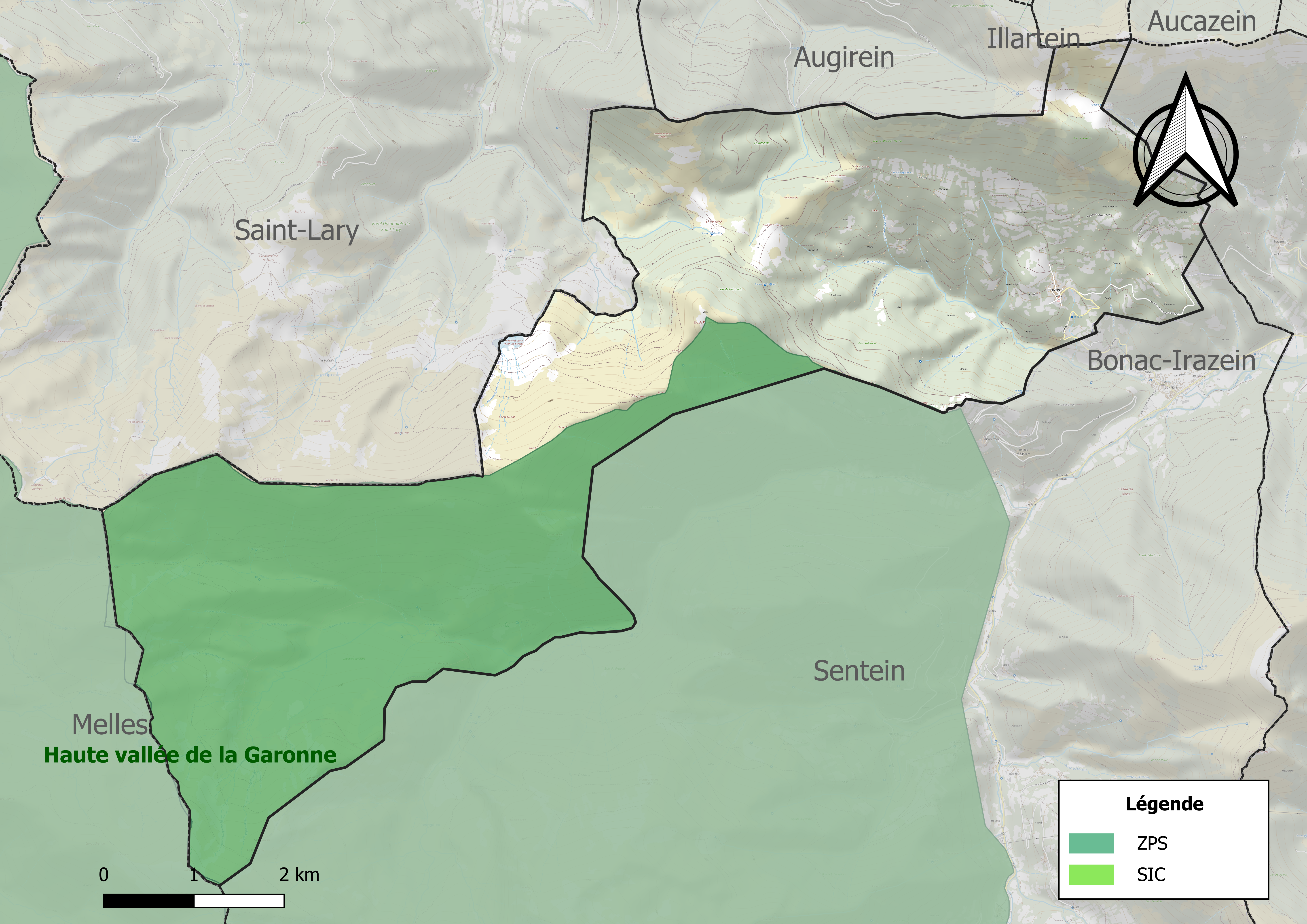
Sites Natura 2000 sur le territoire communal.

Le réseau Natura 2000 est un réseau écologique européen de sites naturels d'intérêt écologique élaboré à partir des directives habitats et oiseaux, constitué de zones spéciales de conservation (ZSC) et de zones de protection spéciale (ZPS).
deux sites Natura 2000 ont été définis sur la commune au titre de la directive oiseaux : : 
- le site « vallée de l'Isard, mail de Bulard, pics de Maubermé, de Serre-Haute et du Crabère », d'une superficie de 6 428 ha, hébergeant de nombreuses espèces endémiques au titre de la directive Habitats, dont le Lézard des Pyrénées, Ursus arctos (l'ours brun marsicain, réintroduit), le Desman des Pyrénées et la Rosalie des Alpes[28] ;
- le site « vallée de l'Isard, mail de Bulard, pics de Maubermé, de Serre-Haute et du Crabère », d'une superficie de 6 422 ha, un écocomplexe avec de nombreuses espèces d'oiseaux endémiques, en limite d'aire, et notamment du Gypaète barbu[29].

#### Zones naturelles d'intérêt écologique, faunistique et floristique
L’inventaire des zones naturelles d'intérêt écologique, faunistique et floristique (ZNIEFF) a pour objectif de réaliser une couverture des zones les plus intéressantes sur le plan écologique, essentiellement dans la perspective d’améliorer la connaissance du patrimoine naturel national et de fournir aux différents décideurs un outil d’aide à la prise en compte de l’environnement dans l’aménagement du territoire.
Quatre ZNIEFF de type 1 sont recensées sur la commune :
- la « partie médiane du Lez et affluents entre Sentein et Les Bordes-sur-Lez » (52 ha), couvrant 6 communes du département[31] ;
- le « sud de la vallée de la Bellongue » (6 155 ha), couvrant 16 communes dont 13 dans l'Ariège et 3 dans la Haute-Garonne[32] ;
- la « vallée du Biros » (8 628 ha), couvrant 5 communes dont 4 dans l'Ariège et 1 dans la Haute-Garonne[33] ;
- le « versant nord du massif du Crabère et massifs annexes de Saint-Béat à Saint-Lary » (8 786 ha), couvrant 8 communes dont 2 dans l'Ariège et 6 dans la Haute-Garonne[34] ;

et une ZNIEFF de type 2, : 
les « montagnes entre la haute vallée de la Garonne et la haute vallée du Lez » (28 414 ha), couvrant 21 communes dont 15 dans l'Ariège et 6 dans la Haute-Garonne.

Carte des ZNIEFF de type 1 et 2 à Antras.
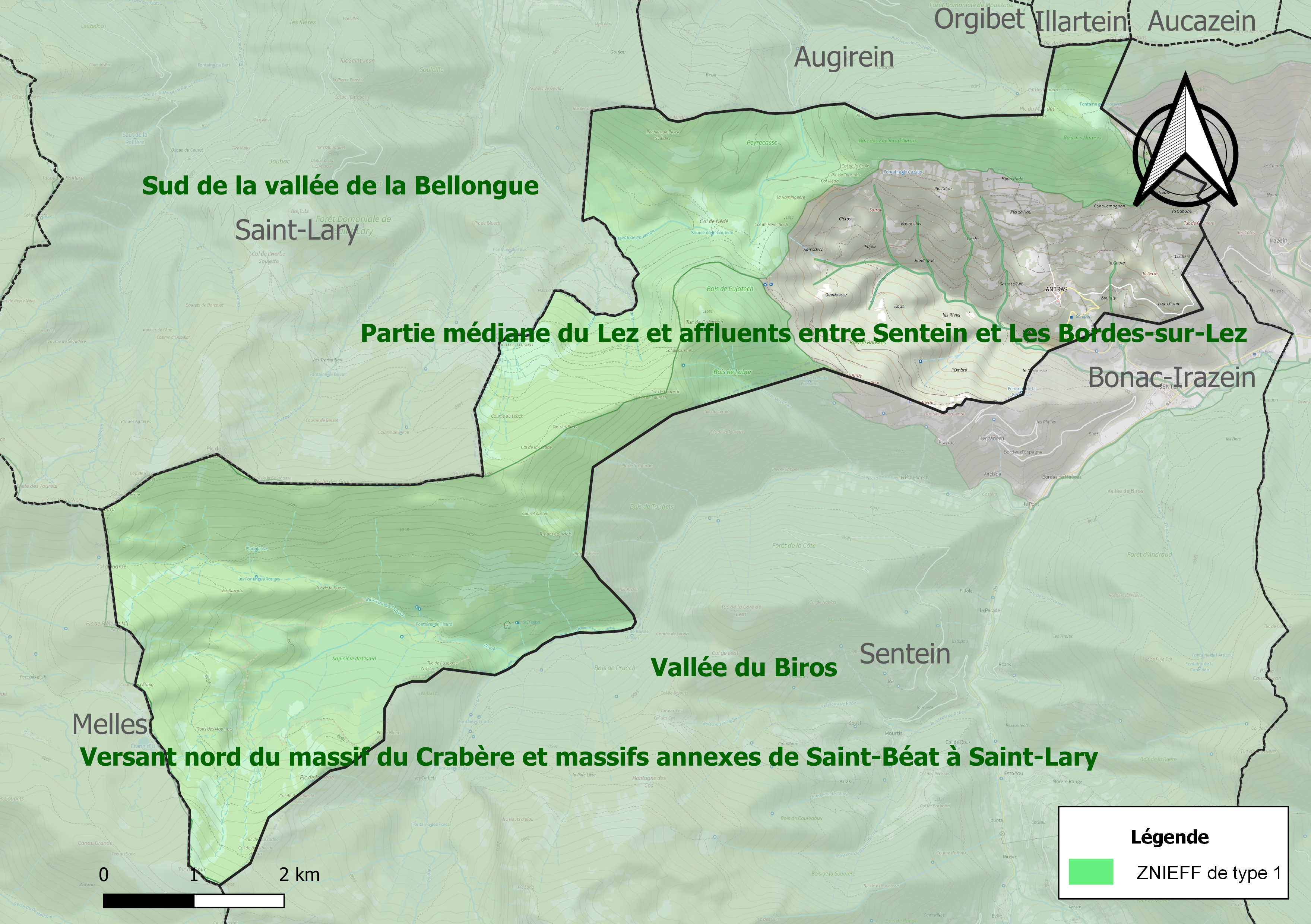
Carte des ZNIEFF de type 1 sur la commune.
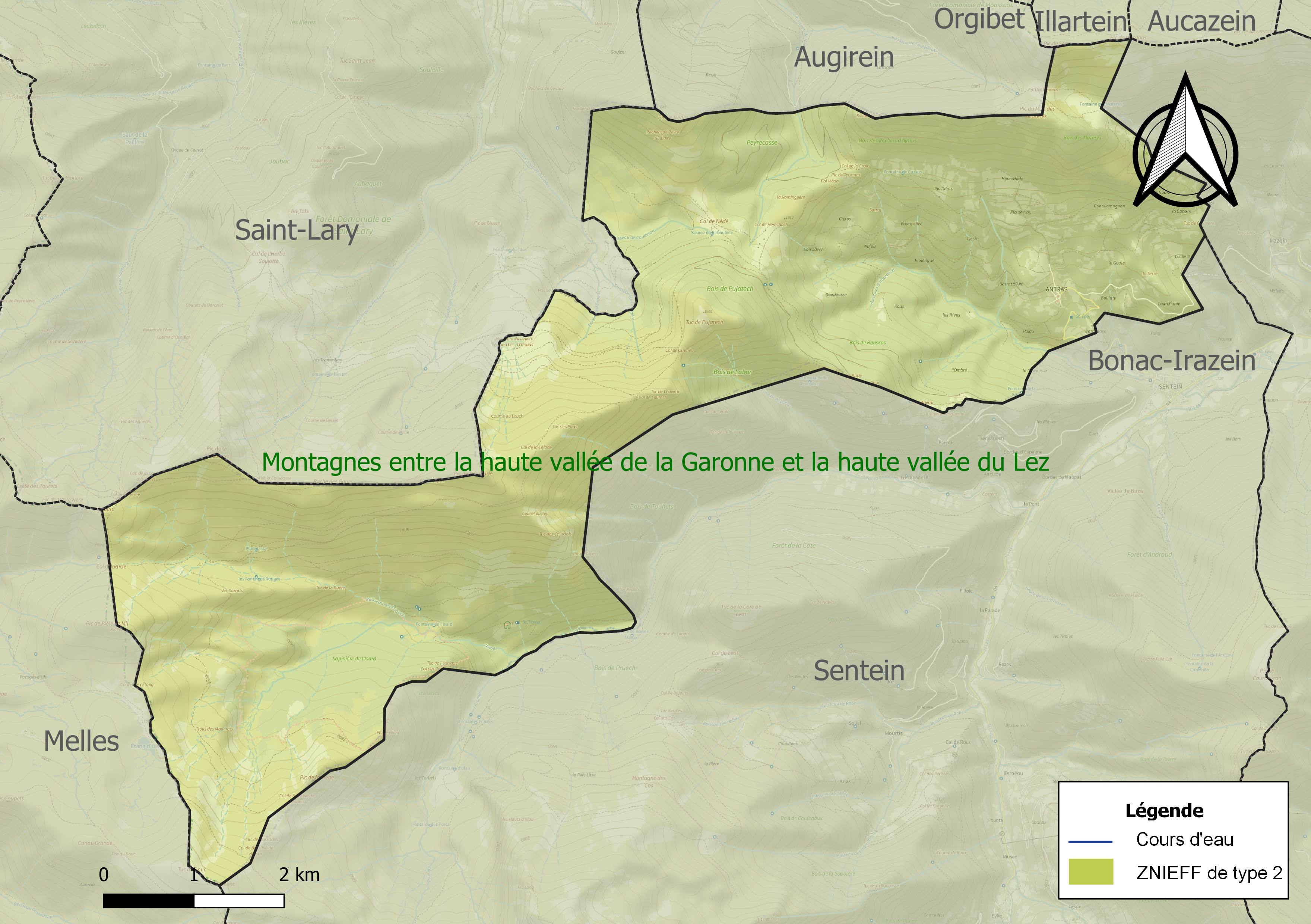
Carte de la ZNIEFF de type 2 sur la commune.

## Urbanisme

### Typologie
Au 1er janvier 2024, Antras est catégorisée commune rurale à habitat très dispersé, selon la nouvelle grille communale de densité à 7 niveaux définie par l'Insee en 2022.
Elle est située hors unité urbaine. Par ailleurs la commune fait partie de l'aire d'attraction de Saint-Girons, dont elle est une commune de la couronne,. Cette aire, qui regroupe 70 communes, est catégorisée dans les aires de moins de 50 000 habitants,.

### Occupation des sols

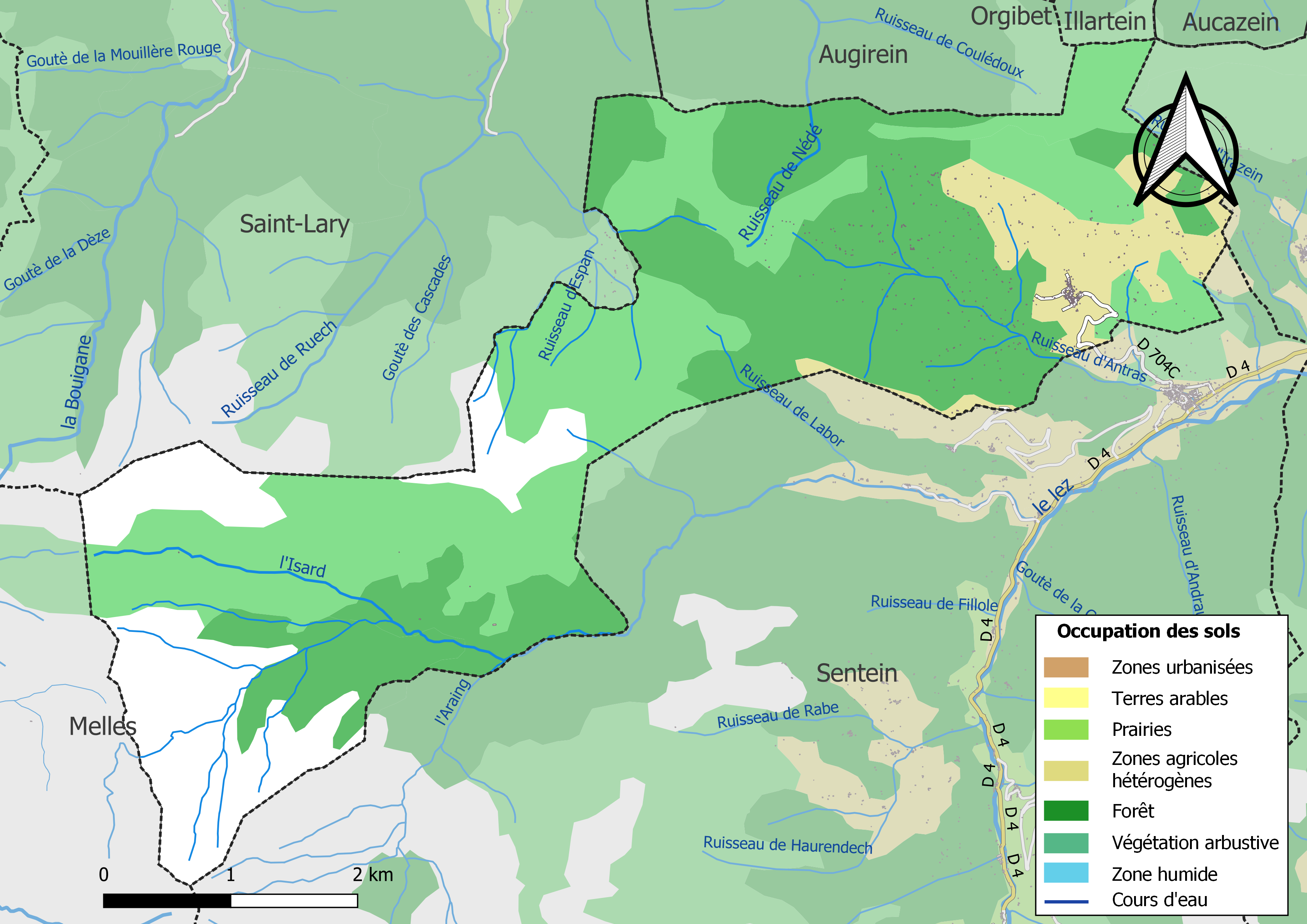
Carte des infrastructures et de l'occupation des sols de la commune en 2018 (CLC).

L'occupation des sols de la commune, telle qu'elle ressort de la base de données européenne d’occupation biophysique des sols Corine Land Cover (CLC), est marquée par l'importance des forêts et milieux semi-naturels (92 % en 2018), une proportion identique à celle de 1990 (92 %). La répartition détaillée en 2018 est la suivante : 
forêts (38 %), milieux à végétation arbustive et/ou herbacée (36,8 %), espaces ouverts, sans ou avec peu de végétation (17,1 %), zones agricoles hétérogènes (8 %). L'évolution de l’occupation des sols de la commune et de ses infrastructures peut être observée sur les différentes représentations cartographiques du territoire : la carte de Cassini (XVIIIe siècle), la carte d'état-major (1820-1866) et les cartes ou photos aériennes de l'IGN pour la période actuelle (1950 à aujourd'hui).

### Habitat et logement
En 2018, le nombre total de logements dans la commune était de 103, alors qu'il était de 95 en 2013 et de 96 en 2008.
Parmi ces logements, 41,8 % étaient des résidences principales, 38,8 % des résidences secondaires et 19,4 % des logements vacants. Ces logements étaient pour 96,5 % d'entre eux des maisons individuelles et pour 1,8 % des appartements.
Le tableau ci-dessous présente la typologie des logements à Antras en 2018 en comparaison avec celle de l'Ariège et de la France entière. Une caractéristique marquante du parc de logements est ainsi une proportion de résidences secondaires et logements occasionnels (38,8 %) supérieure à celle du département (24,6 %) et à celle de la France entière (9,7 %). Concernant le statut d'occupation de ces logements, 80,9 % des habitants de la commune sont propriétaires de leur logement (65 % en 2013), contre 66,3 % pour l'Ariège et 57,5 % pour la France entière.
| Typologie                                               | Antras | Ariège | France entière |
| ------------------------------------------------------- | ------ | ------ | -------------- |
| Résidences principales (en %)                           | 41,8   | 65,7   | 82,1           |
| Résidences secondaires et logements occasionnels (en %) | 38,8   | 24,6   | 9,7            |
| Logements vacants (en %)                                | 19,4   | 9,7    | 8,2            |

### Voies de communication et transports
Accès avec les routes départementales D 618 puis la D 704C.

### Risques majeurs
Le territoire de la commune d'Antras est vulnérable à différents aléas naturels : inondations, climatiques (grand froid ou canicule), feux de forêts, mouvements de terrains, avalanche  et séisme (sismicité moyenne). Il est également exposé à un risque particulier, le risque radon,.

#### Risques naturels

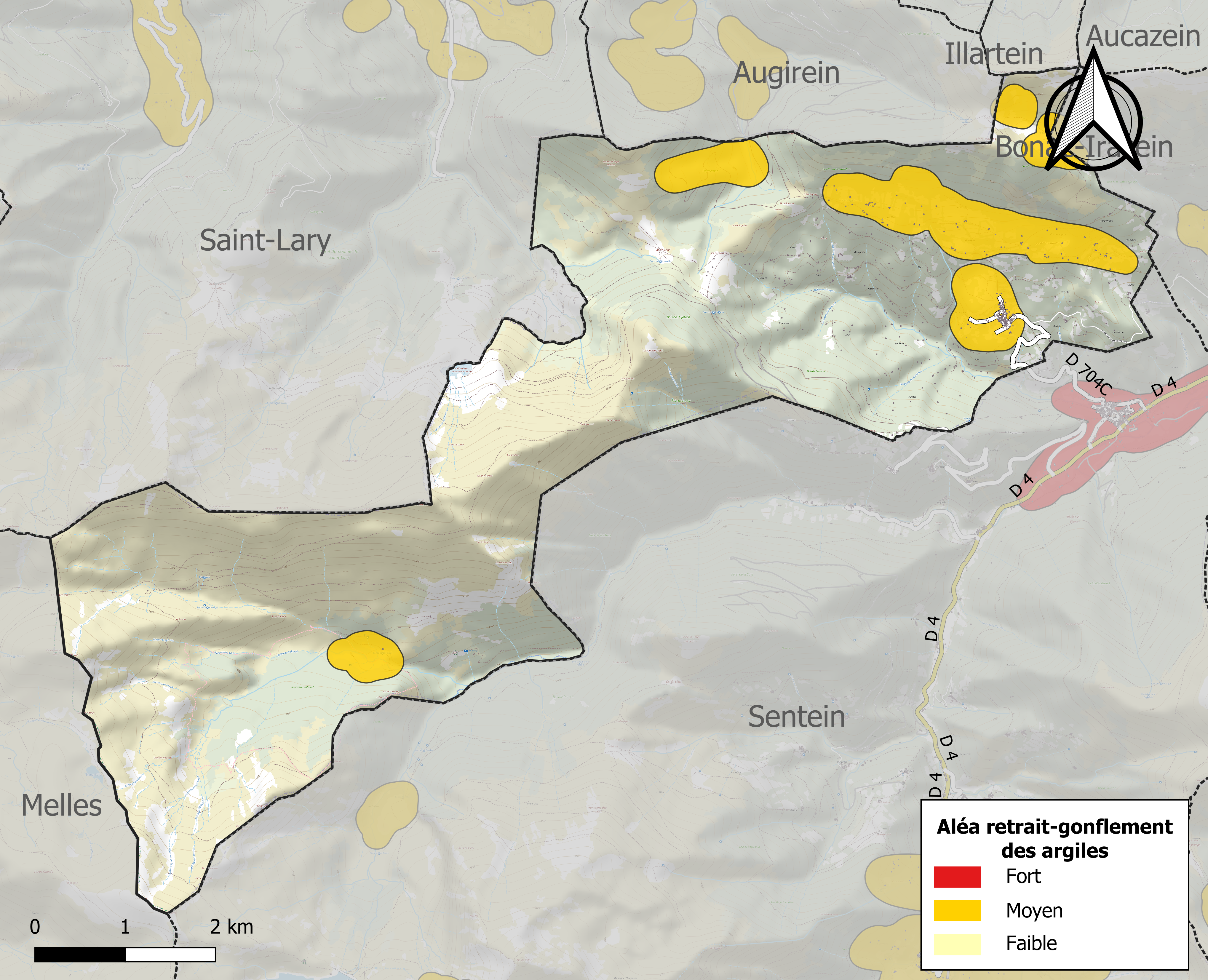
Zonage de l'aléa retrait-gonflement des argiles sur la commune d'Antras.

Certaines parties du territoire communal sont susceptibles d’être affectées par le risque d’inondation par crue torrentielle d'un cours d'eau, ou ruissellement d'un versant.
Les mouvements de terrains susceptibles de se produire sur la commune sont soit des chutes de blocs, soit des glissements de terrains, soit des effondrements liés à des cavités souterraines, soit des mouvements liés au retrait-gonflement des argiles. Près de 50 % de la superficie de l’Ariège est concernée par l'aléa retrait-gonflement des argiles, dont la commune d'Antras. L'inventaire national des cavités souterraines permet par ailleurs de localiser celles situées sur la commune.

#### Risque particulier
Dans plusieurs parties du territoire national, le radon, accumulé dans certains logements ou autres locaux, peut constituer une source significative d’exposition de la population aux rayonnements ionisants. Toutes les communes du département sont concernées par le risque radon à un niveau plus ou moins élevé. Selon la classification de 2018, la commune d'Antras est classée en zone 3, à savoir zone à potentiel radon significatif.

## Histoire
Le 22 octobre 1869, l'empereur Napoléon III a envoyé 1 000 francs au préfet de l'Ariège « pour secourir les familles nécessiteuses du village d'Antras qui a été détruit par un incendie. »

## Politique et administration

### Découpage territorial
La commune d'Antras est membre de la communauté de communes Couserans-Pyrénées, un établissement public de coopération intercommunale (EPCI) à fiscalité propre créé le 18 novembre 2016 dont le siège est à Saint-Lizier. Ce dernier est par ailleurs membre d'autres groupements intercommunaux.
Sur le plan administratif, elle est rattachée à l'arrondissement de Saint-Girons, au département de l'Ariège, en tant que circonscription administrative de l'État, et à la région Occitanie.
Sur le plan électoral, elle dépend du canton du Couserans Ouest pour l'élection des conseillers départementaux, depuis le redécoupage cantonal de 2014 entré en vigueur en 2015, et de la première circonscription de l'Ariège  pour les élections législatives, depuis le redécoupage électoral de 1986.

### Administration municipale
Le nombre d'habitants au recensement de 2017 étant compris entre 0 et 99, le nombre de membres du conseil municipal pour l'élection de 2020 est de sept,.

### Liste des maires
| Période                                  | Période  | Identité   | Étiquette | Qualité |
| ---------------------------------------- | -------- | ---------- | --------- | ------- |
| mars 2001                                | 2008     | Aimé Cep   |           |         |
| mars 2008                                | En cours | Marc Woiry |           |         |
| Les données manquantes sont à compléter. |          |            |           |         |

## Population et société

### Démographie
L'évolution du nombre d'habitants est connue à travers les recensements de la population effectués dans la commune depuis 1793. Pour les communes de moins de 10 000 habitants, une enquête de recensement portant sur toute la population est réalisée tous les cinq ans, les populations de référence des années intermédiaires étant quant à elles estimées par interpolation ou extrapolation. Pour la commune, le premier recensement exhaustif entrant dans le cadre du nouveau dispositif a été réalisé en 2005.

En 2022, la commune comptait 74 habitants, en évolution de +13,85 % par rapport à 2016 (Ariège : +1,48 %, France hors Mayotte : +2,11 %).
| 1793 | 1800 | 1806 | 1821 | 1831 | 1836 | 1841 | 1846 | 1851 |
| ---- | ---- | ---- | ---- | ---- | ---- | ---- | ---- | ---- |
| 309  | 301  | 402  | 390  | 377  | 418  | 412  | 402  | 394  |

| 1856 | 1861 | 1866 | 1872 | 1876 | 1881 | 1886 | 1891 | 1896 |
| ---- | ---- | ---- | ---- | ---- | ---- | ---- | ---- | ---- |
| 379  | 355  | 376  | 355  | 349  | 356  | 351  | 320  | 308  |

| 1901 | 1906 | 1911 | 1921 | 1926 | 1931 | 1936 | 1946 | 1954 |
| ---- | ---- | ---- | ---- | ---- | ---- | ---- | ---- | ---- |
| 279  | 263  | 242  | 198  | 184  | 165  | 157  | 114  | 107  |

| 1962 | 1968 | 1975 | 1982 | 1990 | 1999 | 2005 | 2006 | 2010 |
| ---- | ---- | ---- | ---- | ---- | ---- | ---- | ---- | ---- |
| 75   | 59   | 45   | 48   | 60   | 58   | 64   | 67   | 62   |

| 2015 | 2020 | 2022 | - | - | - | - | - | - |
| ---- | ---- | ---- | - | - | - | - | - | - |
| 64   | 74   | 74   | - | - | - | - | - | - |

| selon la population municipale des années : | 1968 | 1975 | 1982 | 1990 | 1999 | 2006 | 2009 | 2013 |
| Rang de la commune dans le département      | 265  | 250  | 295  | 251  | 259  | 261  | 258  | 269  |
| Nombre de communes du département           | 340  | 328  | 330  | 332  | 332  | 332  | 332  | 332  |

### Enseignement
Antras fait partie de l'académie de Toulouse.
L'éducation est assurée sur la commune voisine de Sentein pour le primaire.

### Manifestations culturelles et festivités
Transhumance.

### Sports
Randonnées vers le mail des Morères, le col de Nédé..

### Écologie et recyclage
La déchetterie intercommunale la plus proche se trouve à Audressein.

## Culture locale et patrimoine

### Lieux et monuments
- Église Saint-Martin d'origine romane.
- La croix d'Antras en marbre datée de 1785 est inscrite à l'inventaire des monuments historique en 1950[58].
- Chapelle Notre-Dame de l’Isard (ou Notre-Dame-des-Neiges, protectrice des bergers et de leurs troupeaux), à 1 322 m d'altitude, construite en 1864. Pèlerinage annuel le 5 août[59].
- Village pittoresque.

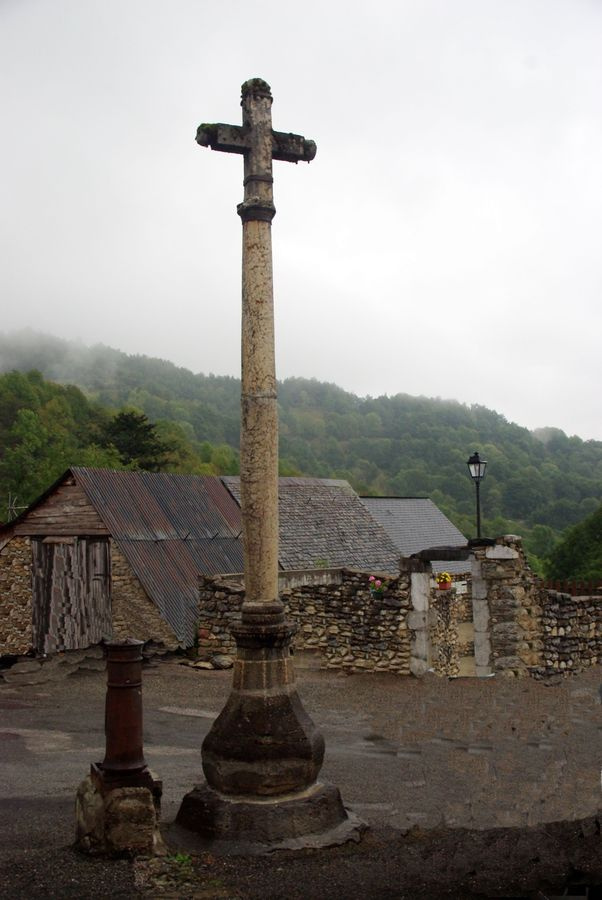
Croix en marbre sur la place du village.
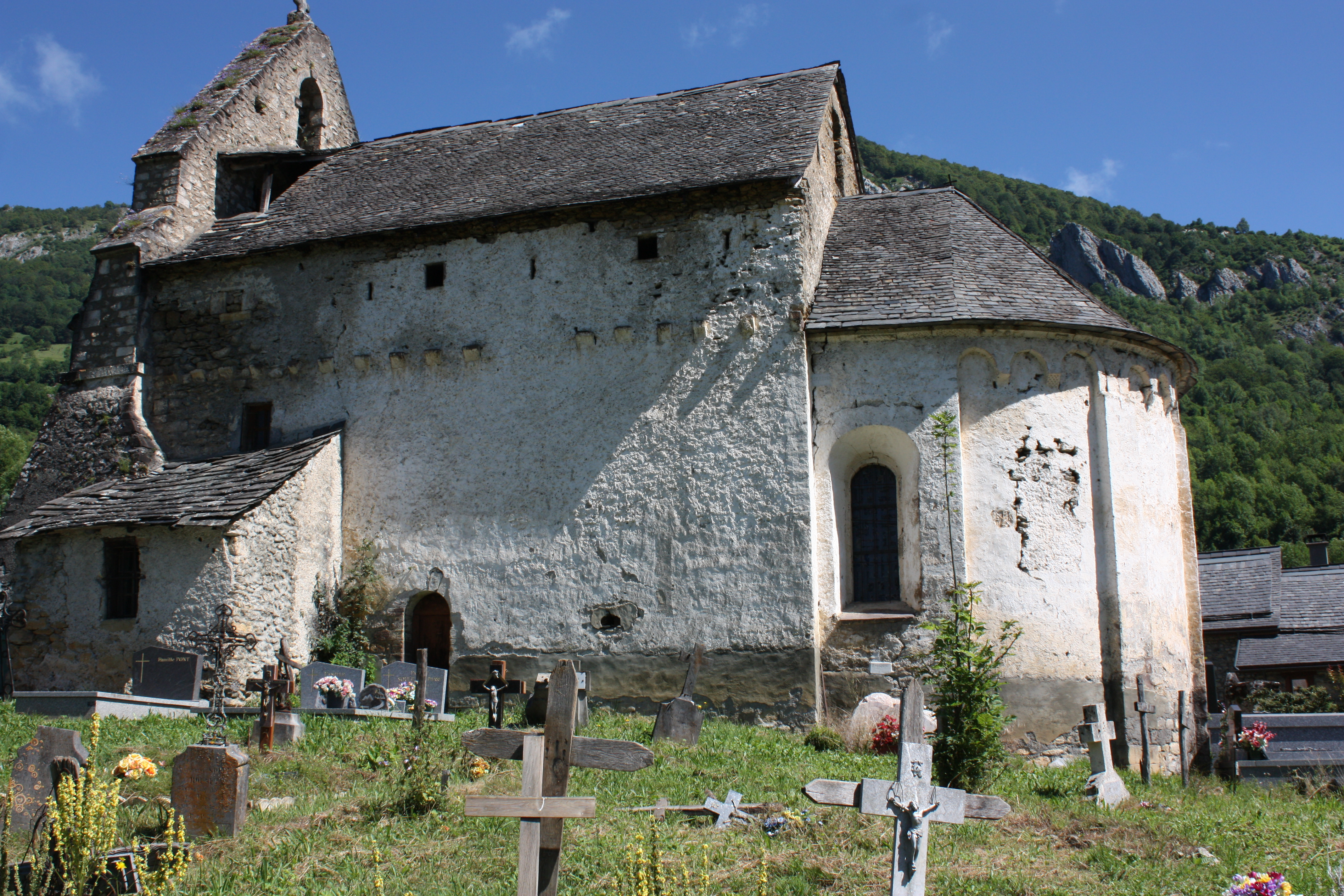
Église Saint-Martin.
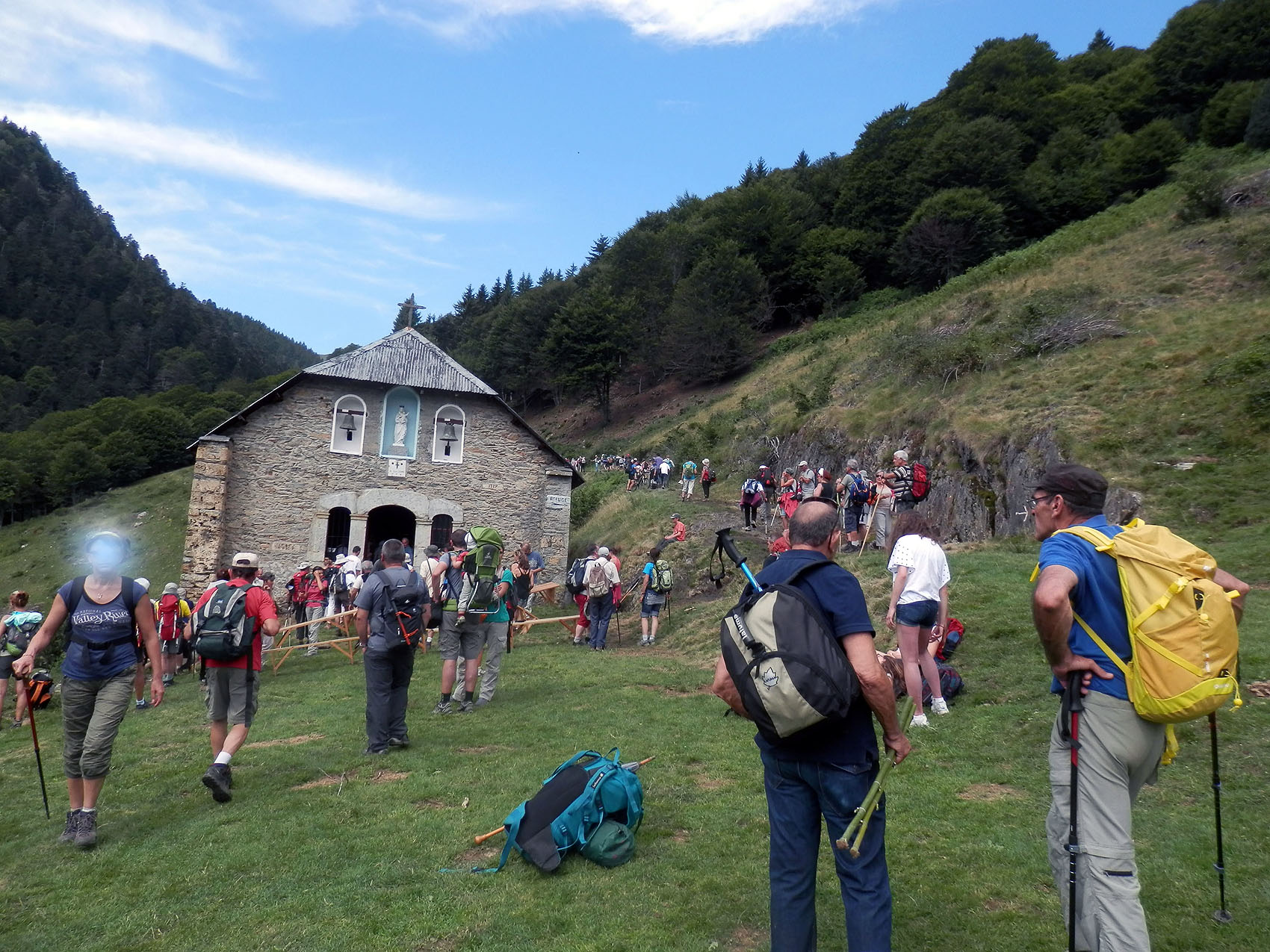
Pèlerinage à la chapelle Notre-Dame de l'Isard en 2015.
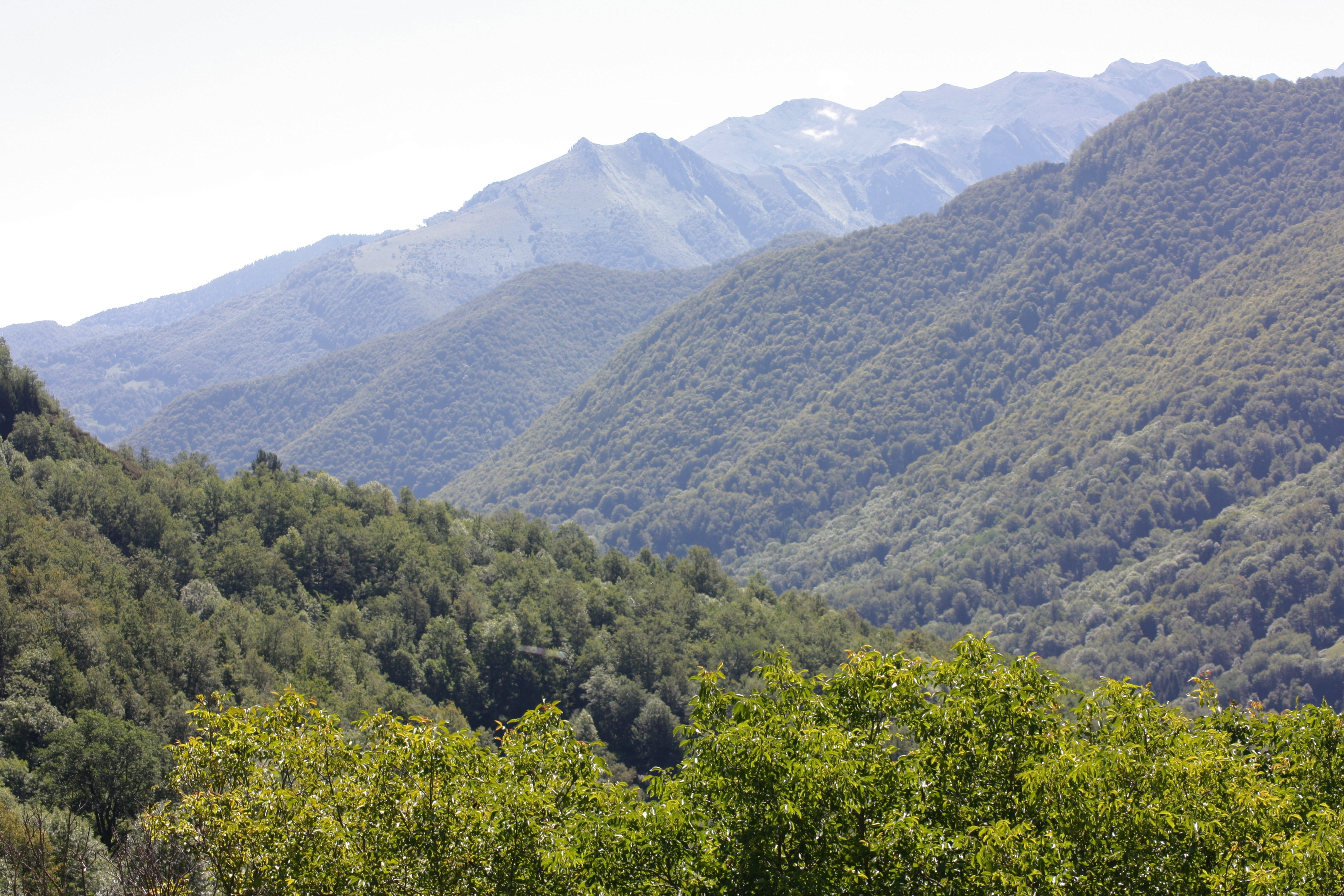
Vue depuis l'église Saint-Martin.

### Personnalités liées à la commune
- Pierre Woiry, artiste peintre de réputation internationale, installé à Antras[60] et mort en 2018 sur la commune[61].

## Pour approfondir